# Сканелли, Франческо
Франческо Сканелли (итал. Francesco Scannèlli; 1616, Форли — 1663) — писатель-эрудит, филолог и историк искусства. Работал в Модене при дворе герцога Франческо I д'Эсте, которому посвятил «Микрокосм живописи» (Microcosmo della pittura,1657), историю итальянской живописи, начиная с пятнадцатого века. Сканелли выделил в своей истории три главные школы: тоскано-римскую, венецианскую и ломбардско-эмилианскую, представленные соответственно своими «гениями»: Рафаэлем, Тицианом и Корреджо. Вершиной классицистической живописи Сканелли считал болонскую школу братьев Карраччи.